# Lost in the Fire
Lost in the Fire è un singolo del DJ francese Gesaffelstein e del cantante canadese The Weeknd, pubblicato l'11 gennaio 2019 come secondo estratto dal secondo album in studio di Gesaffelstein Hyperion.

## Descrizione
Il brano è stato scritto da Mike Lévy, Abel Tesfaye, Jason Quenneville, Ahmad Balshe e Nate Donmoyer.

## Tracce
1. Lost in the Fire – 3:22